# Hyalonema masoni
Hyalonema masoni är en svampdjursart som beskrevs av Schulze 1894. Hyalonema masoni ingår i släktet Hyalonema och familjen Hyalonematidae. Inga underarter finns listade i Catalogue of Life.